# Cúpula entre Estados Unidos e Coreia do Norte em 2019
A Cúpula entre Estados Unidos e Coreia do Norte em 2019, conhecida também como a Cúpula de Hanói, foi uma reunião de cúpula de dois dias entre o presidente norte-coreano Kim Jong-un e o presidente dos Estados Unidos Donald Trump, realizada no Metropole Hotel em Hanói, Vietnã, em 27 e 28 de fevereiro de 2019. Esse foi o segundo encontro entre os líderes da Coreia do Norte e dos Estados Unidos, após a primeira reunião em junho de 2018 em Singapura.
Em 28 de fevereiro de 2019, a Casa Branca anunciou que a cúpula foi interrompida e que nenhum acordo foi alcançado, com o presidente Trump mais tarde dizendo que era porque a Coreia do Norte queria o fim das sanções. A reviravolta inesperada dos eventos fez com que as ações da bolsa de valores da Coreia do Sul caíssem.

## Antecedentes
A primeira cúpula entre a Coreia do Norte e os Estados Unidos ocorreu em junho de 2018 em Singapura, a fim de superar o longo conflito coreano com as armas nucleares do ICBM e desnuclearizar a península coreana. Uma série de cúpulas bilaterais foram realizadas entre Kim Jong-un, da Coreia do Norte, Xi Jinping, da China, Moon Jae-in, da Coreia do Sul, e Donald Trump, dos Estados Unidos.

### Pré-cúpula
O vice-primeiro-ministro vietnamita e ministro dos Negócios Estrangeiros Phạm Bình Minh visitou a Coreia do Norte a convite do ministro dos Negócios Estrangeiros Ri Yong-ho, de 12 a 14 de fevereiro. A visita aconteceu antes da reunião entre o líder supremo da Coreia do Norte, Kim Jong Un, e o presidente dos Estados Unidos, Donald Trump, em Hanói, no Vietnã, em 27 e 28 de fevereiro.
Em resposta a uma pergunta sobre o comentário do Vietnã sobre as declarações de Trump em seu último discurso sobre a próxima cúpula, o porta-voz do Ministério das Relações Exteriores Lê Thị Thu Hằng disse que o Vietnã acolheu a segunda cúpula da Coreia do Norte e dos Estados Unidos e apoiou fortemente o diálogo para manter a paz, a segurança, e a estabilidade na península coreana. O Vietnã estava pronto para contribuir ativamente e cooperar com ambos os lados para garantir o sucesso da segunda cúpula entre os dois países, ajudando a atingir a meta que fora traçada.

## Desenvolvimento desde a cúpula de 2018
Secretário de Estado Mike Pompeo foi nomeado por Stephen Biegun como representante especial dos Estados Unidos na Coreia do Norte em 23 de agosto de 2018. Em setembro de 2018, o jornal The New York Times relatou que “a Coreia do Norte está tão ativa na construção de armas nucleares como sempre esteve”, mas o faz em silêncio “permitindo que o Sr. Trump acredite no esforço de desnuclearização como sendo o caminho certo.” O Times informou dois meses depois que a Coreia do Norte parecia estar engajada em uma “grande decepção” oferecendo desmantelar uma base de mísseis enquanto desenvolvia dezesseis outras. O Times informou que esse programa de expansão era conhecido há muito tempo pela inteligência americana, mas contrariava as afirmações públicas de Trump de que sua diplomacia estava gerando resultados. Imediatamente após a cúpula de junho de 2018, Trump declarou: "Não há mais uma ameaça nuclear da Coreia do Norte ... durmam bem esta noite!"

Em setembro de 2018, houve a terceira cúpula intercoreana em 2018. Ela foi realizada por três dias entre 18 e 20 de setembro. A agenda foi encontrar a estratégia do avanço em suas negociações dificultadas com os Estados Unidos e a solução para a desnuclearização na península coreana. Em novembro de 2018, a Coreia do Norte repetiu sua exigência de que as sanções econômicas americanas ao país fossem suspensas como condição para prosseguir as negociações, enquanto o governo Trump continuava insistindo que a Coreia do Norte fizesse concessões primeiro. As reuniões entre o secretário de Estado Mike Pompeo e as autoridades norte-coreanas foram agendadas, e em seguida canceladas devido a desentendimentos e reprogramadas.  A cúpula de fevereiro de 2019 foi confirmada depois que Kim Yong Chol, o principal negociador da Coreia do Norte, se reuniu com Trump no Salão Oval em 18 de janeiro de 2019.
Nos dias que antecederam a cúpula, Trump afirmou que o ex-presidente Barack Obama estava prestes a entrar em guerra com a Coreia do Norte, e disse a Trump durante a transição, sugerindo que Trump havia retirado a América da beira da guerra. Os ex-assessores de Obama negaram essas alegações. Trump também sugeriu que ele merece o Prêmio Nobel da Paz por sua diplomacia com a Coreia do Norte, com os EUA informalmente pedindo ao Japão para nomear Trump, segundo o jornal japonês Asahi Shimbun. Observando que um dos principais objetivos da Coreia do Norte é substituir o Acordo de Armistício Coreano por um tratado de paz para terminar formalmente a Guerra da Coreia, Scott Snyder, membro sênior do Conselho de Relações Exteriores da Coreia disse - "O que me preocupa é que o presidente queira a paz mais do que a desnuclearização ... [...] uma das grandes preocupações que as pessoas têm é que, de alguma forma, o presidente vai negociar a aliança pela perspectiva de um Prêmio Nobel da Paz".
As principais autoridades de inteligência americanas declararam ao Congresso em janeiro de 2019 que era improvável que a Coreia do Norte desmantelasse totalmente seu arsenal nuclear, e que o conselheiro de segurança nacional de Trump, John Bolton, continuasse acreditando que a Coreia do Norte não seria confiável e que os esforços de desnuclearização fracassariam. Trump afirmou que a pausa da Coreia do Norte no teste de armas desde a cúpula de Singapura foi um sinal de progresso, mas Bruce Klingner, da Fundação Heritage, observou que houve mais pausas de testes durante os governos anteriores.
Indo para a cúpula, grandes lacunas persistiram entre os dois países, incluindo exatamente o que significa "desnuclearização". Em janeiro, Biegun repetiu a posição oficial dos EUA de que as sanções contra a Coreia do Norte não seriam suspensas até que o país tivesse se desnuclearizado completamente. Em 31 de janeiro de 2019, Biegun indicou que os negociadores americanos podem não exigir que a Coreia do Norte forneça um inventário completo de seus programas nucleares e de mísseis como um primeiro passo para a desnuclearização, uma exigência que a Coreia do Norte vinha resistindo.

## Local da reunião

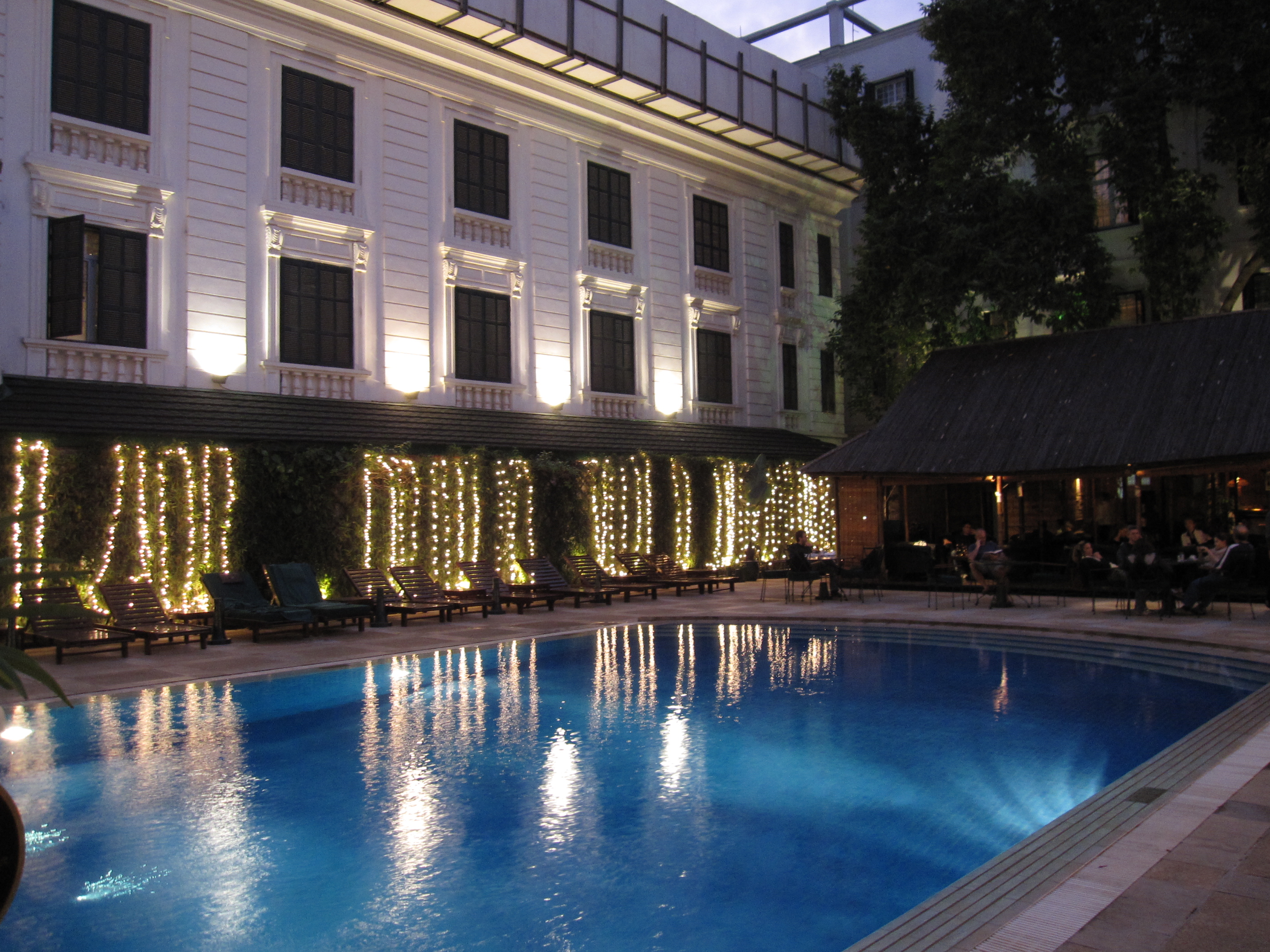
Vista do hotel Sofitel Legend Metropole Hanoi em Hanói.

### Locais considerados
O jornal americano Bloomberg e o jornal sul-coreano Munhwa Ilbo anteciparam a localização da segunda Cúpula Trump-Kim como sendo a capital do Vietnã, Hanói. O local foi considerado porque o Vietnã é um parceiro de longa data da Coreia do Norte, e há também uma excelente relação estrangeira entre o Vietnã e os Estados Unidos. Durante o discurso do Estado da União de 2019, o presidente Trump anunciou o Vietnã como o anfitrião da segunda reunião entre os dois líderes.

### Escolha da cidade
Havia uma lista de várias cidades que eram consideradas potenciais para sediar esse evento. Incluindo as cidades de Hanói, Da Nang e Ho Chi Minh, e alguns outros lugares como Hạ Long, Nha Trang e Phú Quốc. No entanto, Hanói foi considerada o candidata mais brilhante por muitas razões, como ter recebido o título de “Cidade da Paz” pela UNESCO, ser a capital do Vietnã e ser um lugar favorável para líderes vietnamitas se encontrarem com líderes da Coreia do Norte e Estados Unidos.
Foi relatado que quando a cidade do Vietnã ainda estava sendo discutida, os principais candidatos eram Hanói (favorecido pela Coreia do Norte porque tem sua embaixada lá) e Da Nang (favorecida pelos Estados Unidos porque a cúpula APEC Vietnã 2017 foi realizada lá). Em 8 de fevereiro de 2019, o presidente Trump confirmou que Hanói, no Vietnã, seria a sede da reunião de cúpula.
Foi escolhido o hotel Sofitel Legend Metropole Hanoi como local para a realização da cúpula.

## Delegações em Hanói
| Estados Unidos                                 | Estados Unidos                                  |  | Coreia do Norte        | Coreia do Norte |
|                                                | Donald Trump Presidente                         |  | Kim Jong-un Presidente |                 |
| Mike Pompeo Secretário de Estado               | Kim Jong-un Presidente                          |  |                        |                 |
| Mick Mulvaney Chefe de Gabinete da Casa Branca | Kim Yong-chol Vice-presidente do Partido        |  |                        |                 |
| John Bolton Conselheiro de Segurança Nacional  | Ri Su-yong Vice-presidente do comitê do partido |  |                        |                 |

## Reunião de cúpula

### Primeiro dia

#### Encontro com vietnamitas
O presidente Trump se encontrou com o presidente e secretário-geral do Vietnã, Nguyễn Phú Trọng, às 11h42, horário local. Eles observaram os executivos das companhias aéreas vietnamitas terem assinado uma série de negócios com empresas norte-americanas. Alguns exemplos de contratos foram que a VietJet Air anunciou que iria adquirir 100 aeronaves Boeing 737 MAX, e também assinou um acordo para comprar motores e serviços de manutenção da General Electric. A Bamboo Airways assinou um acordo para comprar 10 aeronaves Boeing 787-9. O presidente Trump também teve uma reunião com o primeiro-ministro vietnamita Nguyễn Xuân Phúc em 27 de fevereiro.

#### Encontro Trump-Kim
No Metropole Hotel de Hanói, Trump e Kim tiveram uma reunião por 30 minutos na noite de quarta-feira. Eles iniciaram a cúpula às 18h30, horário local, com um aperto de mão e participaram de uma reunião individual, tendo apenas a presença de intérpretes.

#### Jantar
O presidente Donald Trump e o presidente Kim Jong-un estiveram juntos em um jantar social em Hanói na quarta-feira. Houve algumas participações importantes no jantar; Sentados à mesa redonda estavam o secretário de Estado dos Estados Unidos, Mike Pompeo, e o chefe de gabinete interino, Mick Mulvaney, o vice-presidente da Coreia do Norte, Kim Yong-chol, e o ministro dos Negócios Estrangeiros, Ri Yong-ho. O presidente Trump garantiu à Coreia do Norte um "tremendo futuro para o seu país" em seus discursos iniciais com o presidente Kim Jong-un. O presidente Kim descreveu a segunda cúpula como uma "decisão política corajosa" de Trump e acrescentou que houve "muita reflexão, esforço e paciência" entre o momento atual e a cúpula anterior de junho em Singapura.
Após o jantar, no início da primeira noite da cúpula, a Casa Branca anunciou que Trump e Kim assinariam um “acordo conjunto” na tarde do dia seguinte.

### Segundo dia

#### Encontro Trump-Kim
Durante a segunda reunião em Hanói, um repórter perguntou ao presidente Kim se ele consideraria abrir um escritório dos Estados Unidos em Pyongyang. O líder norte-coreano inicialmente hesitou em responder à pergunta e pediu ao presidente Trump para se desculpar com a imprensa na sala de cúpula, mas o presidente dos Estados Unidos pediu ao presidente Kim para responder à pergunta, à qual ele respondeu através de um intérprete que a ideia era "aceitável". O presidente Trump reconheceu a resposta como positiva. Depois disso, outro repórter perguntou se o líder norte-coreano estava disposto a encerrar seu programa nuclear, ao que ele respondeu: "Se eu não estivesse disposto a fazer isso, não estaria aqui agora". Depois disso, os dois líderes entraram em uma reunião em sala fechada. No entanto, o almoço de trabalho planejado entre o presidente Trump e o líder norte-coreano Kim parece ter sido cancelado, assim como a potencial cerimônia de assinatura conjunta. Depois de um tempo após as negociações preliminares entre Trump e Kim, a secretária de imprensa da Casa Branca, Sarah Sanders, disse aos repórteres que esperavam para cobrir o almoço que este havia sido cancelado.

#### Fim da cimeira

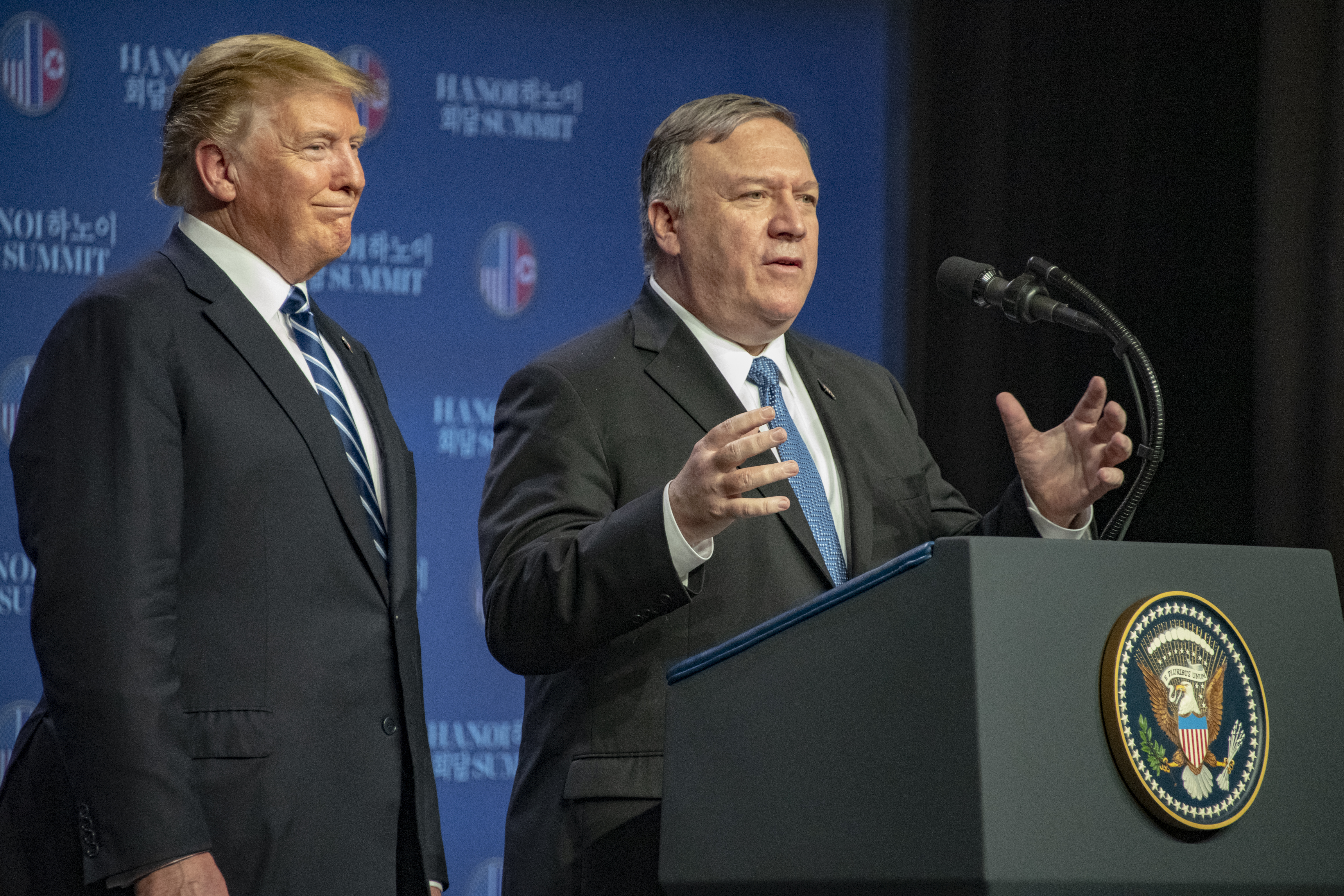
Trump em pronunciamento ao lado de Pompeo após fim da cimeira.

A Casa Branca, na quinta-feira, 28 de fevereiro de 2019, anunciou que a cúpula foi interrompida e que nenhum acordo foi alcançado. A porta-voz da Casa Branca, Sarah Huckabee Sanders, não disse aos repórteres por que a programação foi alterada e se haveria uma cerimônia de assinatura. Essa reviravolta inesperada fez com que as ações da bolsa de valores da Coreia do Sul caíssem. O presidente Trump disse em uma conferência de imprensa após a cúpula em Hanói que a cúpula foi interrompida porque a Coreia do Norte queria o fim das sanções econômicas. O presidente Trump continuou dizendo - "Basicamente, eles queriam que as sanções fossem encerradas em sua totalidade e nós não poderíamos fazer isso", disse Trump. "Tivemos que nos afastar dessa sugestão específica. Tivemos que nos afastar disso."
O ministro das Relações Exteriores da Coreia do Norte, Ri Yong-ho, afirmou que seu país propôs apenas um encerramento parcial das sanções em troca do desmantelamento "permanente" e completo de sua instalação nuclear primária em Yongbyon, acrescentando que - "Dado o atual nível de confiança entre a Coreia do Norte e os Estados Unidos, este foi o passo máximo para a desnuclearização que poderíamos oferecer ... Esse tipo de oportunidade pode nunca mais voltar".

#### Relatório de notícias
A NBC News informou, no segundo dia da cúpula, que os negociadores americanos haviam abandonado sua exigência de que a Coreia do Norte fornecesse um inventário detalhado de seus programas nucleares e de mísseis. A NBC também citou o discurso do funcionário dos Estados unidos de que o foco atual do acordo é o reator nuclear de Yongbyon. O cientista nuclear Dr. Siegfried Hecker afirmou - "Yongbyon é o coração do programa nuclear da Coreia do Norte, e se estamos desmantelando completamente a instalação nuclear de Yongbyon, a Coreia do Norte nunca mais poderá produzir plutônio".

## Galeria de imagens

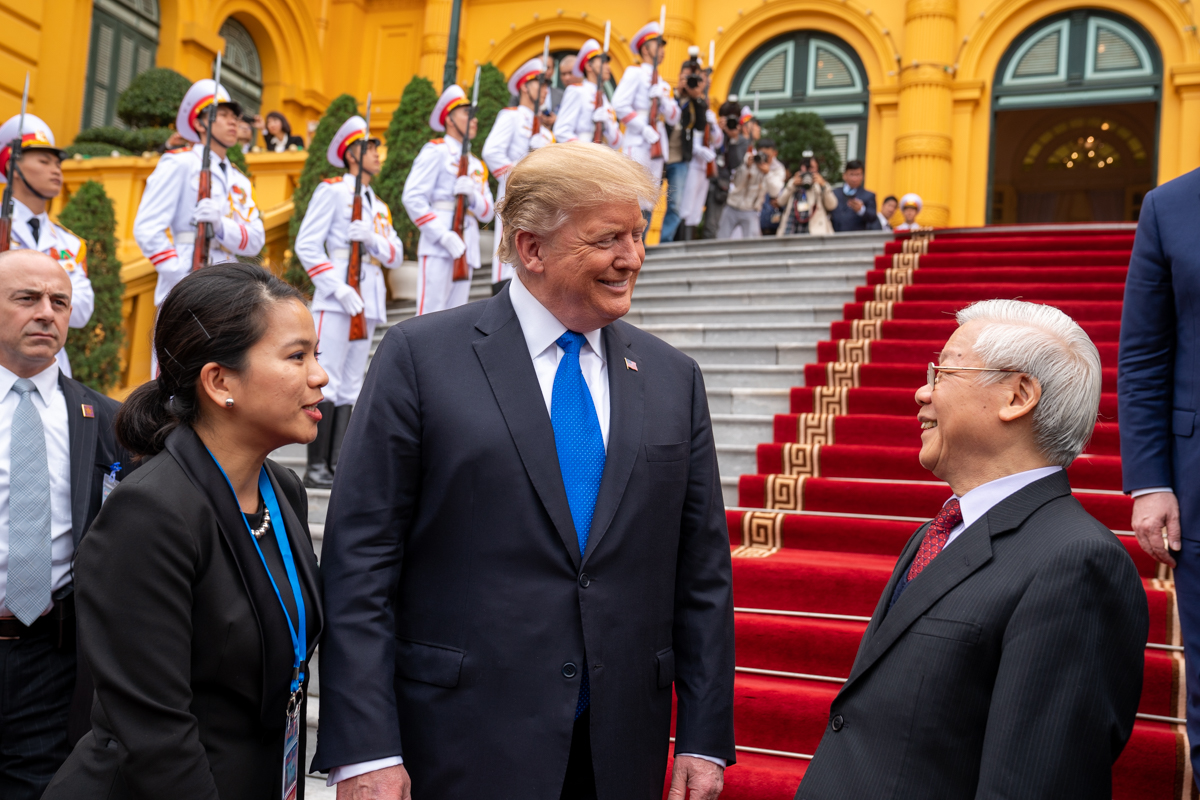
Trump é recebido em Hanói por Nguyen Phu Trong
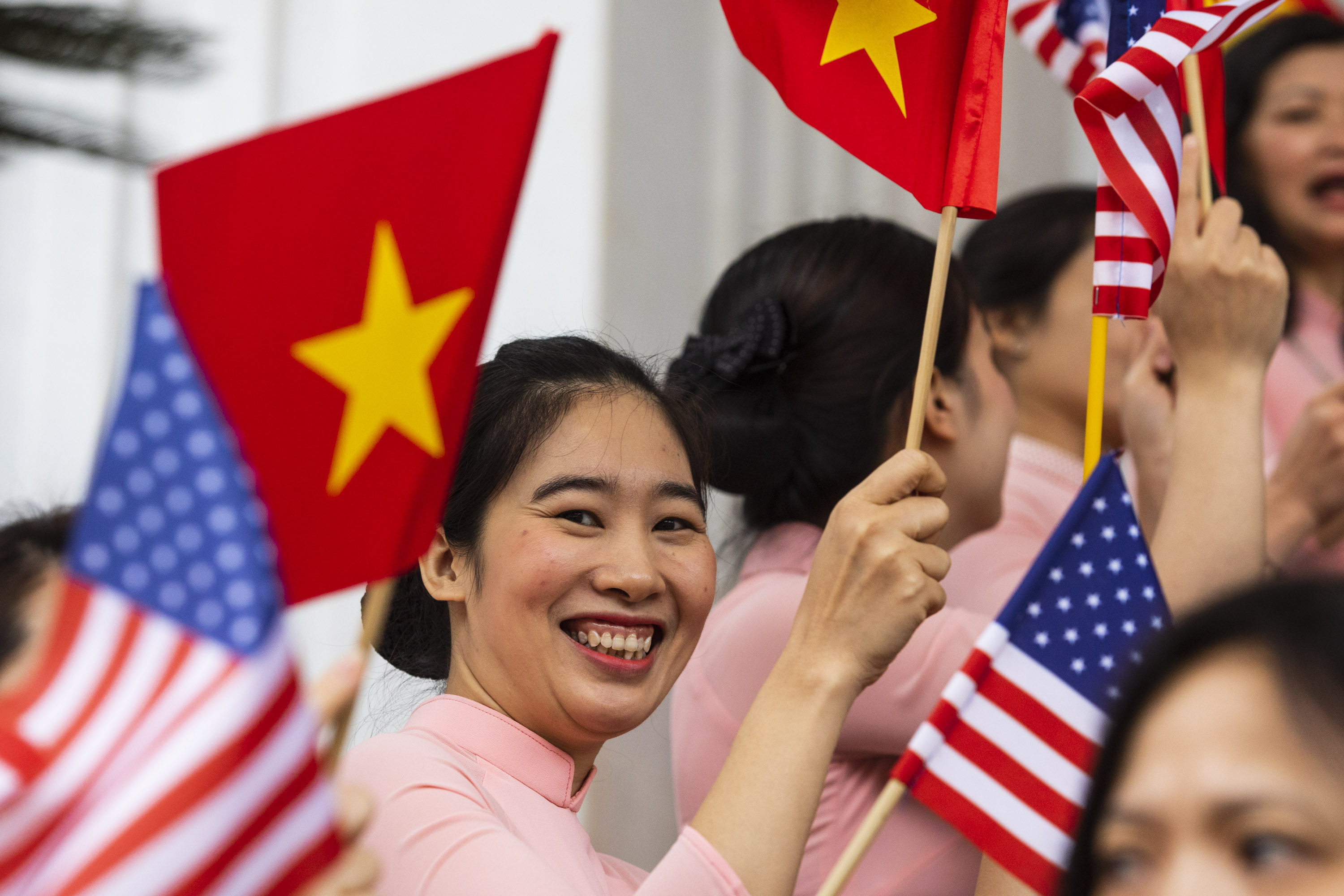
Moradores com bandeiras dos Estados Unidos e Vietnã
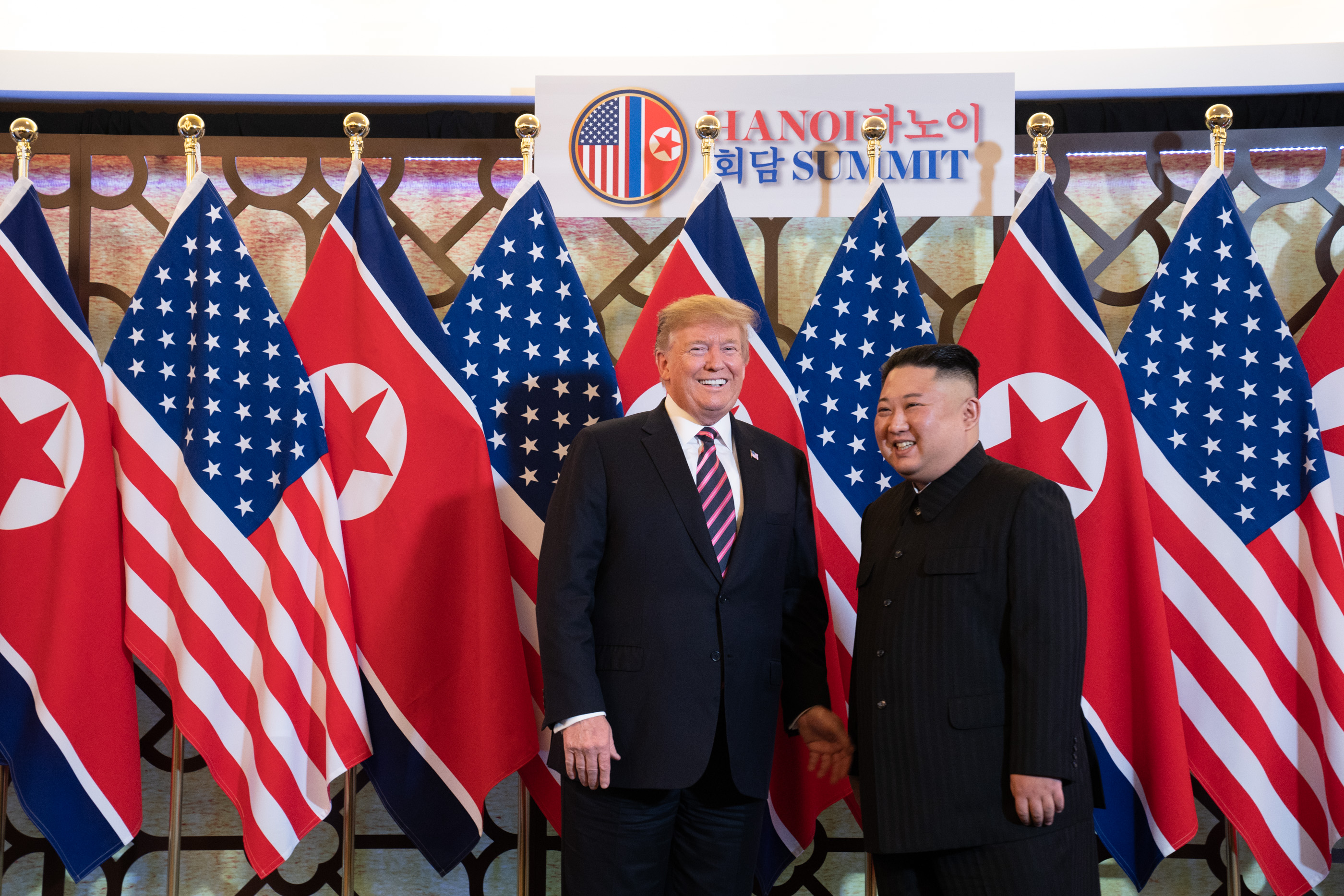
Trump e Kim posam para fotos no primeiro dia da cúpula
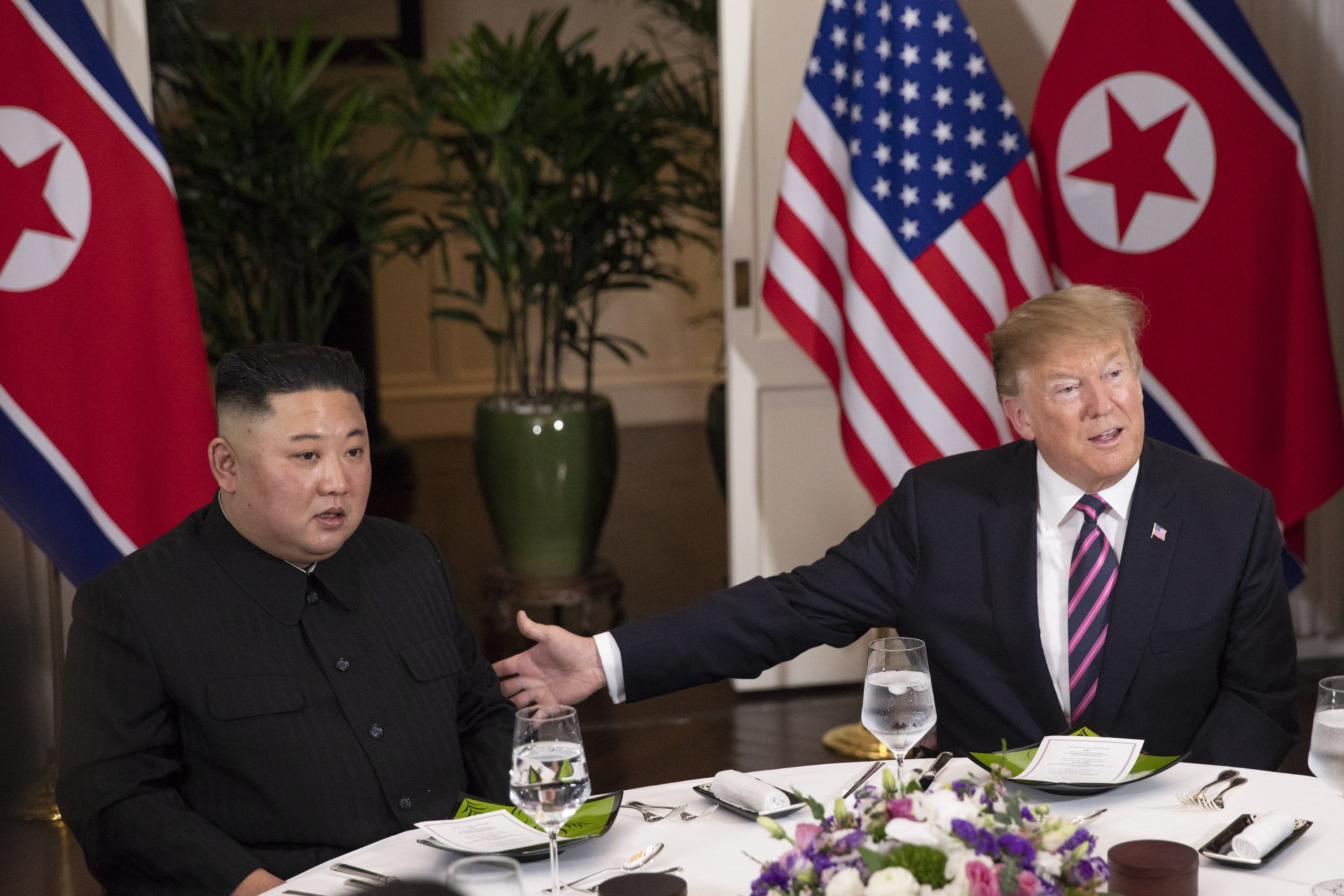
Trump e Kim participam no jantar no primeiro dia da cúpula

## Reações
Mesmo com a interrupção da cúpula e a circunstância de que nenhum acordo entre os dois países fosse alcançado, a Coreia do Sul e o Japão apoiaram as ações de Trump. Michael Gordon, diplomata veterano e jornalista de segurança nacional, relatou no The Wall Street Journal que - "Se os dois lados tivessem optado pela tradicional abordagem à diplomacia, seus diplomatas teriam trabalhado para fechar a divisão e só conseguiram uma cúpula quando apareceram. Os diplomatas americanos e norte-coreanos tiveram apenas reuniões intermitentes desde a cúpula de junho, e ambos os lados apostaram que teriam mais sucesso pressionando o caso em outra cúpula. Kim calculou que o sr. Trump seria mais flexível ao concordar em suspender sanções do que seus subordinados. Trump, por sua vez, assumiu que ele era a melhor pessoa para perseguir a arte do acordo nuclear".

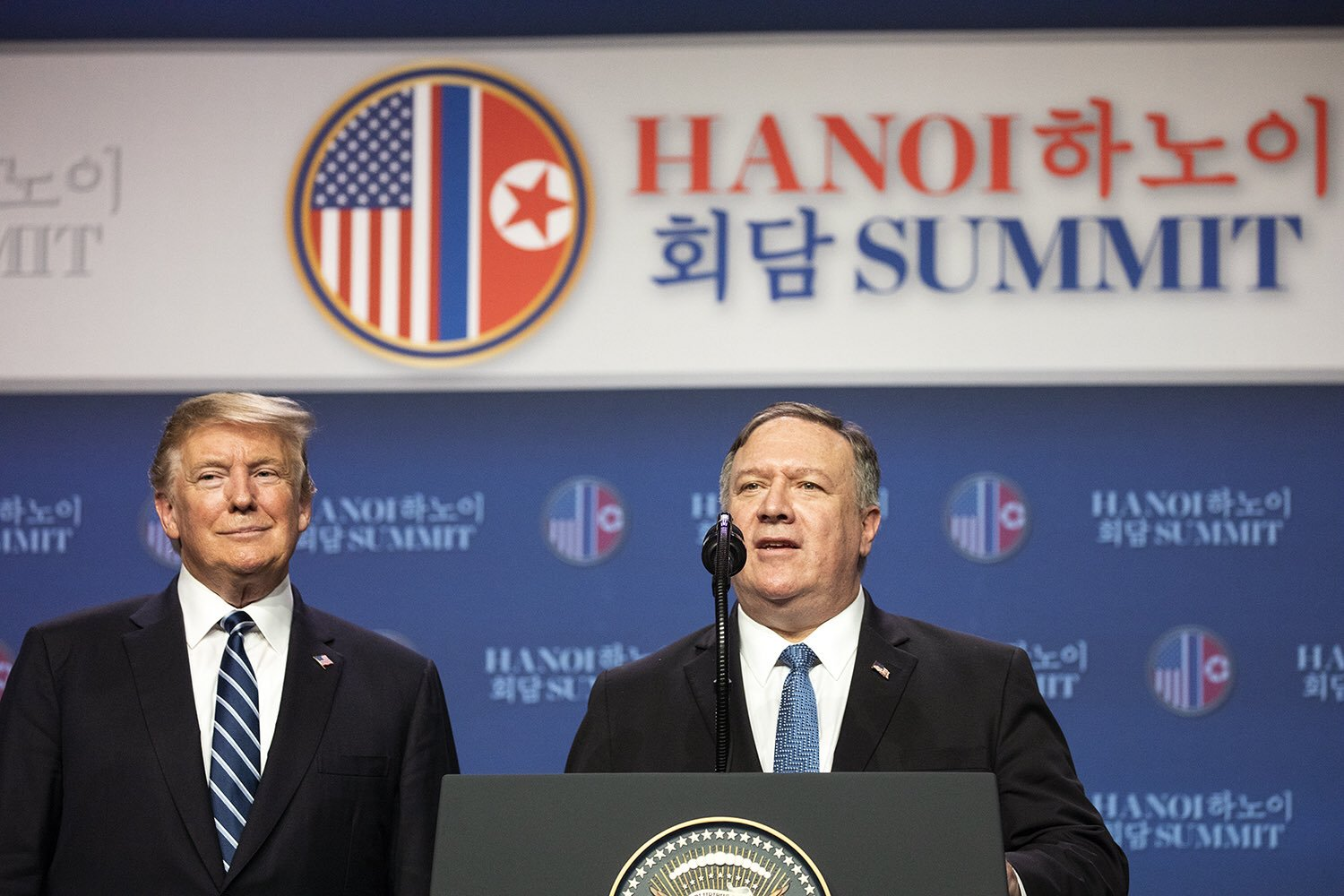
Trump e Pompeo concedem uma entrevista coletiva após o fim da cúpula.

Joseph Yun, que até março de 2018 era o Representante Especial Americano para a Política da Coreia do Norte, disse sobre o resultado da cúpula que - "Isso realmente se alinha com a falta de preparação. Você não pode elaborar uma declaração conjunta do nada. Eles nunca chegaram a construir um consenso em torno de sanções, e isso levou ao impasse". Já Gary Samore, ex-coordenador da Casa Branca para Controle de Armas e Armas de Destruição em Massa, observou que - "Obviamente um erro de ambos os lados. O fracasso é uma boa lição para ambos os lados que as cúpulas precisam ser preparadas com antecedência".
Richard Haass , presidente do Council on Foreign Relations, declarou que - "Nenhum acordo é melhor que um mau acordo, e o presidente estava certo em suas medidas. Mas isso não deveria ter acontecido. Uma cúpula rompida é o risco que você corre quando muita fé é colocada em relações pessoais com um líder como Kim, quando a cúpula está inadequadamente preparada, e quando o presidente sinalizou que estava confiante no sucesso".
Trump enfrentou duras críticas por sua observação de apoio a Kim em relação à morte de Otto Warmbier, inclusive da família dele, que anteriormente havia expressado gratidão ao presidente depois que Otto voltou para casa. Trump também enfrentou críticas por chamar Kim de "grande líder", entre outros elogios.
Jake Tapper e Chris Wallace, os respectivos apresentadores dos noticiários da CNN e da Fox News, referiram-se ao encontro como tendo sido a "cúpula fracassada" quando entrevistaram o conselheiro de segurança nacional John Bolton, que respondeu -"Eu não concordo em absoluto que foi uma cúpula fracassada ... acho que foi inquestionavelmente um sucesso para os Estados Unidos porque o presidente protegeu e defendeu os interesses americanos".